# Arquivo Público do Estado de São Paulo
O Arquivo Público do Estado de São Paulo (APESP) é a instituição arquivística do Poder Executivo do Estado de São Paulo responsável por formular e implementar a política estadual de arquivos, por meio da gestão dos documentos produzido pelo poder executivo paulista, da preservação dos documentos categorizados como "de guarda permanente" (também chamados de "históricos"), da difusão do patrimônio documental e do acesso à informação contida em tais documentos. O APESP encontra-se instalado em um conjunto de edifícios no bairro de Santana, cidade de São Paulo, próximo à Rodoviária do Tietê. É um dos maiores arquivos públicos do Brasil, que compõem um abundante acervo para a pesquisa e ajudam no resgate da memória pública paulista.
Criado em 1891, o Arquivo Público é uma das repartições mais antigas do estado de São Paulo. Seu acervo é composto por documentos provenientes tanto das secretarias de Estado quanto do Poder Judiciário, prefeituras, cartórios e fundos privados, abrangendo manuscritos do Brasil Colônia, importantes registros pertencentes ao extinto DOPS e acervos particulares de ex-governadores e ex-presidentes, como Júlio Prestes, Washington Luis e Adhemar de Barros.
Vinculado atualmente à Secretaria de Gestão e Governo Digital o APESP é o órgão central do Sistema de Arquivos do Estado de São Paulo (SAESP), sendo responsável pela coordenação e sistematização dos arquivos públicos paulistas, envolvendo confecção de Tabelas de Temporalidade, montagem e coordenação de Comissões de Avaliação, efetivação de descarte ou recolhimento de conjuntos documentais produzidos pelo governo paulista.
É um dos maiores arquivos públicos do Brasil, contendo um rico acervo disponível para a pesquisa pública, com mais de 25 milhões de documentos textuais e 3 milhões de documentos iconográficos e cartográficos, disponíveis para a pesquisa. Seu acervo é constituído por documentos de órgãos e entidades da Administração Pública paulista, bem como por documentos privados de pessoas físicas ou jurídicas declarados de interesse público e social Possui documentos manuscritos do Brasil Colônia, registros pertencentes ao extinto DOPS, arquivos privados de ex-governadores como Mário Covas, Júlio Prestes, Washington Luis e Adhemar de Barros, bem como documentos digitais do século XXI.
O Arquivo Público do Estado também custodia acervos de órgãos e entidades extintas e, recentemente, incorporou os documentos da Companhia Paulista de Obra e Serviços (CPOS), Desenvolvimento Rodoviário S/A (DERSA), Empresa Paulista de Planejamento Metropolitano S.A. (EMPLASA), Fundação do Desenvolvimento Administrativo (FUNDAP), Fundação Prefeito Faria Lima - Centro de Estudos e Pesquisas de Administração Municipal (CEPAM) etc. Além da consulta ao acervo, o Arquivo Público do Estado oferece, entre outros, os serviços de certidões e cópias certificadas; reprodução de documentos; visitas monitoradas; ação educativa e edição de manuais técnicos e a Revista do Arquivo.

## Histórico

### A instituição
O Arquivo Público do Estado é uma das mais antigas repartições públicas de São Paulo. Suas origens remontam a 1721, por iniciativa do capitão-mor Dom Rodrigues César de Meneses. Governador da então Capitania de São Paulo, César de Meneses havia determinado a seu secretário de governo, Gervásio Leite Rabelo, que desse início ao “Inventário dos Documentos da Governança”. Armazenados no Pátio do Colégio, à época sede do governo, os documentos amealhados por Rabelo constituíram o núcleo inicial do atual acervo da instituição.
Em 1892, o decreto de número 30, instituído pelo vice-governador do Estado, José Alves de Cerqueira César, criou a “Repartição de Estatística e do Archivo do Estado”, subordinado à Secretaria do Interior, e que tinha por objetivo “a guarda, coordenação e classificação de todos os papéis , documentos e livros atinentes ao Direito Constitucional, à História Política e Administrativa, à Legislação e à Geografia de São Paulo, e de todos os demais que as autoridades competentes determinarem que ali se depositem”. Assim, o “Archivo do Estado” passou a armazenar não apenas os ofícios e materiais das secretarias governamentais, mas também documentos oriundos das municipalidades, do poder judiciário, de cartórios e de particulares.[carece de fontes?]
Em 1899, o coronel Fernando Prestes de Albuquerque, então presidente do Estado de São Paulo, instituiu a Lei nº 666, de 6 de setembro, onde mandou "remover para o archivo publico do Estado todos os papeis, autos e livros existentes no cartorios dos escrivães do judicial, officiaes de registros e tabelliães de notas, anteriores ao século 19º." Dessa forma, um grande volume de documentação do período colonial e imperial passou para a guarda do Arquivo Público Estadual.
No ano de 2012, um novo prédio para a instituição foi inaugurado, este foi o primeiro prédio para suporte de grandes arquivos do Brasil. Além disso, nesse mesmo ano, foi decretada uma lei em São Paulo que regula o acesso de informações no estado, dando competência para o Arquivo Público coordenar as integrações sistêmicas dos Serviços das Informações aos Cidadãos (SIC).

### As sedes

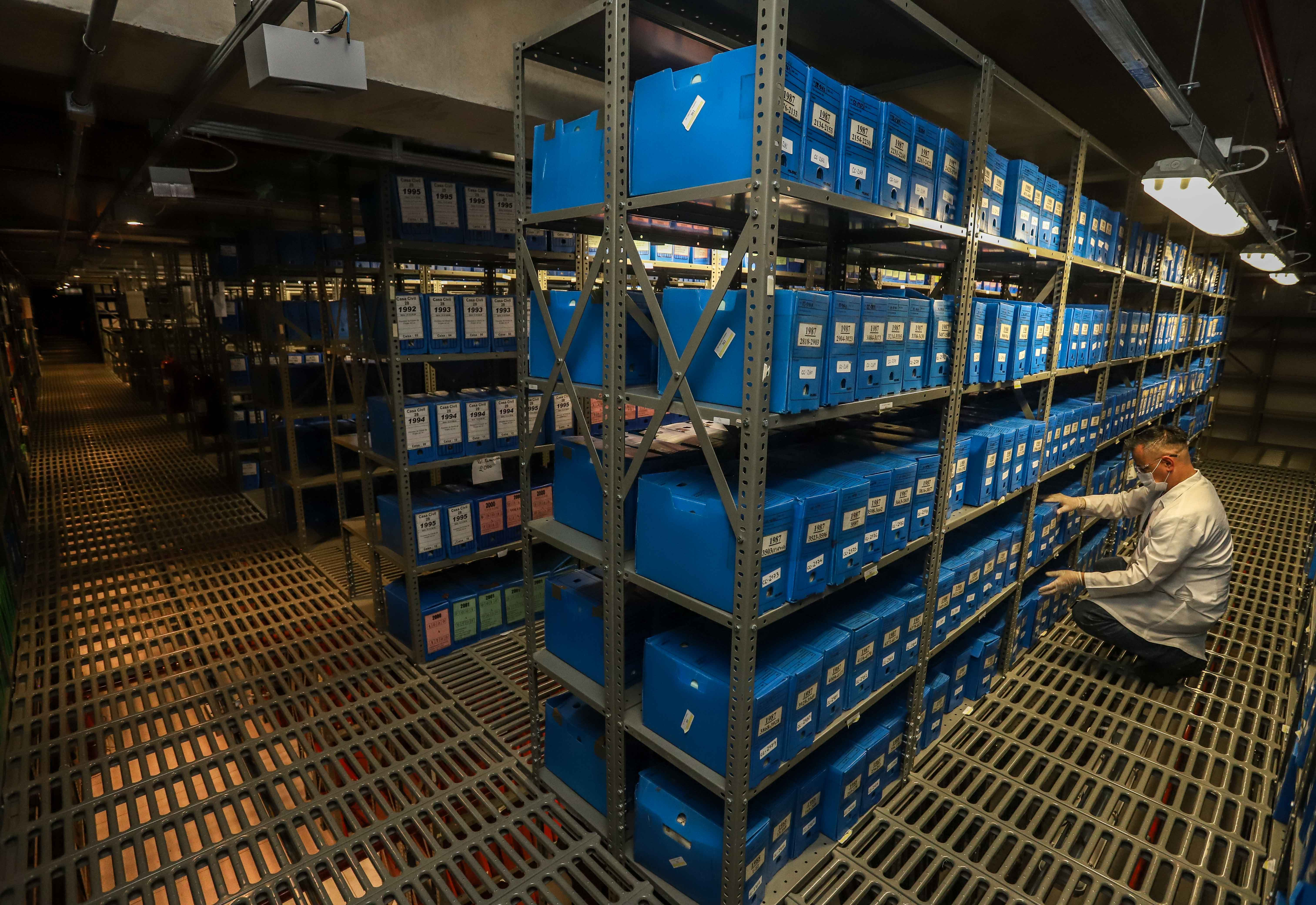
Sede atual do Arquivo Público

Do ano em que foi criado até 1906, o arquivo ocupou primeiramente o pavimento térreo e, posteriormente, parte do convento do Pátio do Colégio. Foi então transferido para os fundos do prédio da igreja Nossa Senhora dos Remédios, localizada na Rua Onze de Agosto, número 80, na região central paulistana, tendo sido demolida na década de 1940. Ocupou ainda um edifício na rua Visconde do Rio Branco esquina com rua dos Timbiras, onde funcionou até 1949. Nesse ano, o arquivo foi fechado, retomando suas atividades somente no final do ano seguinte, ou seja; em 26 de novembro de 1949 sofre um tremendo golpe: sendo obrigado a mudar-se repentinamente do prédio que foi desapropriado. Com isto houve uma desorganização completa do acervo, o que provocou severas críticas dos jornais ao governo. O que fez com que o acervo ficasse somente com atividades administrativas, pois o acervo é separado e guardado em três locais diferentes.[carece de fontes?]
Em 1951 o arquivo foi instalado no edifício da E. F. Sorocabana, no largo General Osório (onde funcionou o Departamento de Ordem Política e Social. Em 1953, o arquivo instalou-se na Rua Dona Antônia de Queiroz nº 183 (antigo edifício da “Manufactura de Tapetes Santa Helena”), onde o edifício contava com 165 janelas e uma boa iluminação natural, "facilitando muito menos cansaço visual dos leitores de documentação antiga", onde permaneceu até 1997.
Em 22 de abril de 1997, o Arquivo do Estado mudou-se para um conjunto de edifícios no bairro de Santana, sede da antiga "Fábrica de Tapetes Ita". Reformados para atender às necessidades da instituição, os edifícios contam com depósitos para o acervo, além de laboratórios, salas de consulta e um anfiteatro. Parte de seu acervo, denominado Arquivo Administrativo, é conservado em um antigo depósito industrial na Mooca (bairro de São Paulo), de acesso restrito).
E, em 2012, foi inaugurado um novo prédio para o conjunto. Este é o primeiro prédio brasileiro projetado especificamente para ser um Arquivo moderno, em conformidade com as especificações técnicas necessárias para garantir a guarda e a preservação de documentos permanentes. São vinte e três mil metros quadrados de área construída, distribuída em dez andares, sendo cinco com pé-direito duplo para abrigar os documentos de guarda permanente; laboratórios de conservação preventiva, restauro, microfilmagem, digitalização e acondicionamento.

## O acervo

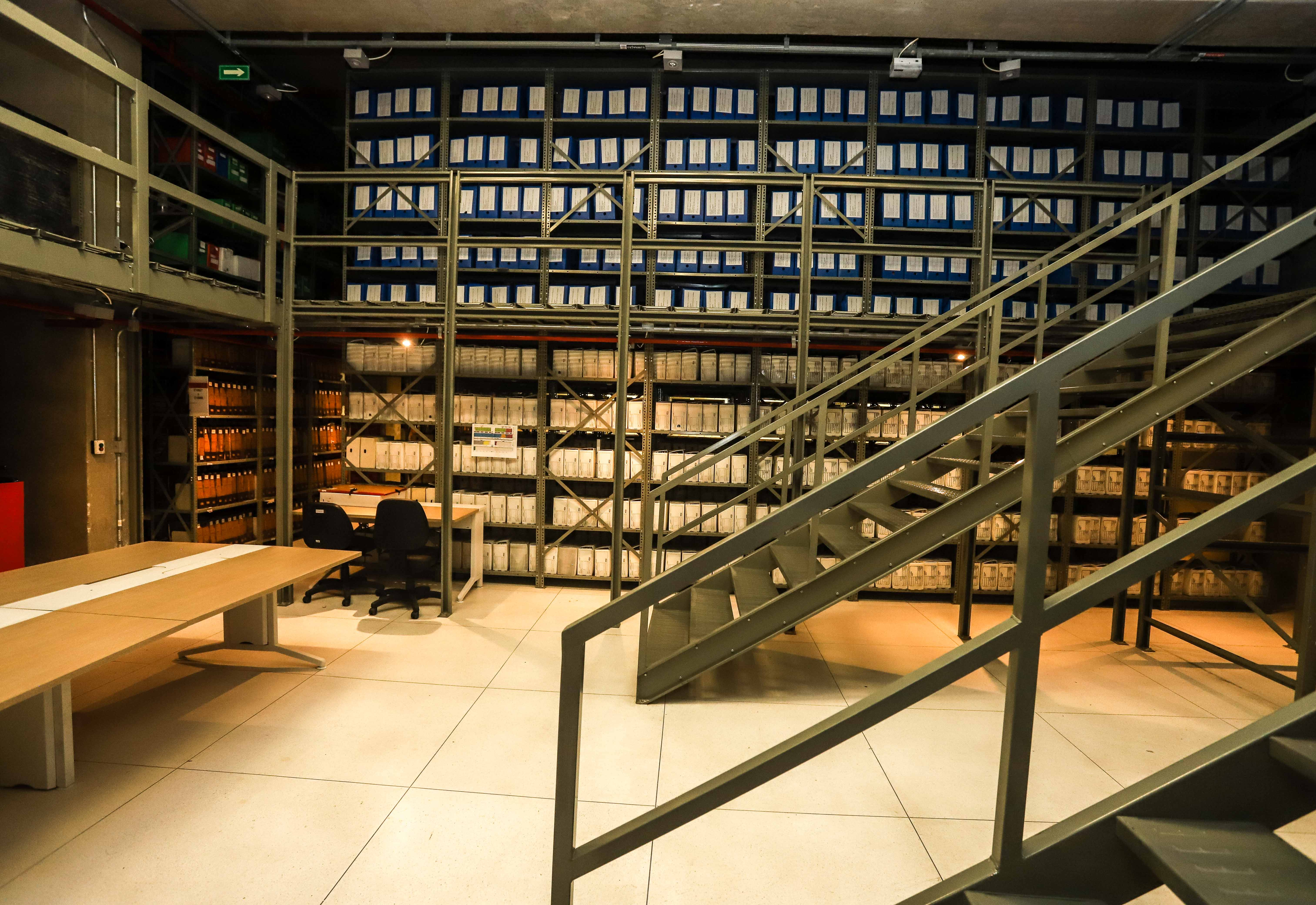
Interior do acervo

Criado oficialmente em 1892, o Arquivo Público do Estado de São Paulo é uma das principais fontes para pesquisas documentais no Brasil e uma importante referência na historiografia brasileira. É um dos maiores arquivos públicos do Brasil, contendo um rico acervo disponível para a pesquisa pública, com mais de 25 milhões de documentos textuais e 3 milhões de documentos iconográficos e cartográficos, disponíveis para a pesquisa. A instituição abriga aproximadamente 26 mil metros lineares de documentação textual, além de um acervo iconográfico com cerca de um milhão e meio de imagens (fotografias, negativos, postais, caricaturas e ilustrações) e alguns milhares de rolos de microfilmes. Abriga ainda uma biblioteca de apoio à pesquisa, com 45 mil volumes, além da mapoteca e de uma grande hemeroteca. O acervo é dividido em “fundos públicos” (produzidos pelos órgãos do Poder Executivo Paulista, fundações e universidades públicas), “fundos privados” (documentos privados de pessoas físicas ou jurídicas declarados de interesse público e social, doados ou comprados pelo estado), “fundos cartoriais” (registros civil e de imóveis).[carece de fontes?]
Do período colonial, o arquivo abriga cerca de sete milhões de manuscritos avulsos e outros mil livros manuscritos, desde inventários e testamentos a cartazes de “procura” por escravos foragidos. O item mais antigo é o chamado “Inventário do Sapateiro”, um registro dos bens de Damião Simões, datado de 1578. O setor denominado Arquivos Privados conserva documentos de particulares, como a coleção do ex-presidente Washington Luís, doada ao arquivo em testamento.[carece de fontes?]

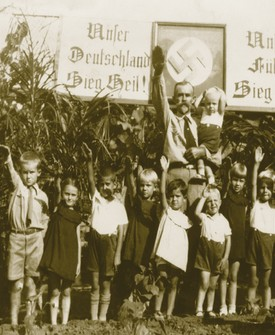
Crianças da Juventude Hitlerista saudam o "Führer" em Presidente Bernardes, SP. (c. 1935).

Na seção de periódicos, há a rara coleção do Correio Braziliense, o primeiro jornal do Brasil, fundado em 1808. Há também coleções completas dos jornais Correio Paulistano (1855–1963), O Estado de S. Paulo (desde 1875) e Folha de S.Paulo (desde 1925), além do combativo jornal Última Hora, cobrindo o período que vai do segundo governo Vargas aos primeiros governos da ditadura militar.[carece de fontes?]
Em 1994, o Governo do Estado transferiu para o Arquivo do Estado e liberou para consulta os documentos provenientes do extinto DOPS (Departamento de Ordem Política e Social) - o órgão governamental responsável por controlar e reprimir os movimentos políticos e sociais contrários ao regime no poder. Nessa coleção podem ser vistos desde fichas prisionais, prontuários de personalidades brasileiras e estrangeiras - como Elis Regina, Jânio Quadros, Papa João Paulo II e Adolf Hitler -, até correspondências privadas e oficiais, trocadas por titulares da ditadura militar no Brasil.[carece de fontes?]
Possui parcerias com diversas instituições, públicas e privadas, nacionais e internacionais para o desenvolvimento de projetos e difusão do acervo, contribuindo, assim, com a formação de acadêmicos, pesquisadores e profissionais. Entre os seus parceiros estão o Ministério Público Estadual, a Imprensa Oficial, a Cinemateca Brasileira e a Universidade de São Paulo.

## Sistema de Arquivos do Estado de São Paulo
Vinculado atualmente à Secretaria de Projetos, Orçamento e Gestão, o APESP é o órgão central do Sistema de Arquivos do Estado de São Paulo (SAESP). O SAESP é composto ainda pelos serviços de arquivos e de protocolos da administração direta do governo estadual (secretarias de estado e Procuradoria Geral do Estado), autarquias e fundações estaduais (inclusos as universidades públicas e institutos de pesquisa), empresas públicas ou de economia mista. Ministério Público de São Paulo (desde o ano de 2000) e o Tribunal de Contas do Estado (desde o ano de 2018) também integram o SAESP por meio de termos de cooperação técnica.
Dentro do conjunto de instituições do SAESP, a função do Arquivo Público do Estado de São Paulo é a coordenação e implantação da política arquivística, estabelecendo normas e procedimentos para a organização dos arquivos, bem como para produção, tramitação e eliminação de documentos. Além disso, desenvolve atividades de assistência técnica, capacitação e monitoramento dos órgãos setoriais do SAESP, mantendo interlocução permanente com as Comissões de Avaliação de Documentos e Acesso (CADA). E, por meio do Programa de Institucionalização de Arquivos Públicos Municipais, fornece orientação técnica a prefeituras e câmaras municipais dos municípios paulistas.

## Lei Estadual de Acesso à Informação
O Arquivo Público do Estado de São Paulo (APESP) também é responsável por propor a política do Estado de São Paulo para o acesso aos documentos públicos. Por isso, o APESP participou ativamente da regulamentação da Lei de Acesso à Informação (LAI) no âmbito da Administração Estadual, resultando no Decreto Estadual n° 58.052/2012, que definiu a gestão documental como condição necessária para garantir o direito de acesso às informações. O Decreto também atribuiu ao Arquivo Público do Estado as competências de:
1. presidir a Comissão Estadual de Acesso à Informação (CEAI),
2. propor normas, procedimentos e requisitos técnicos complementares para o tratamento da informação,
3. coordenar os Serviços de Informação ao Cidadão (SIC),[23] e
4. gerenciar o Sistema SIC.SP, ferramenta de registro de pedidos de acesso à informação e controle de prazos de resposta, por meio de sua Central de Atendimento ao Cidadão (CAC).[23]

A CEAI (item 1) é a terceira e última instância recursal para os indeferimento de pedidos de acesso à informação recebidos pela Administração Estadual. O tratamento da informação (item 2) diz respeito a "produção, recepção, classificação, utilização, acesso, reprodução, transporte, transmissão, distribuição, arquivamento, armazenamento, eliminação, avaliação, destinação ou controle da informação". Os SICs (item 3) são unidades criadas nos órgãos e entidades da Administração Pública Estadual para receber recursos e pedidos de acesso à informação, e para controlar os prazos de resposta. Já o CAC (item 4) capacita, orienta, coordena e integra os SICs em sua atuação, além de gerenciar o sistema online SIC.SP por onde tramitam os pedidos e recursos.

## Ação educativa
A ação educativa do Arquivo Público do Estado de São Paulo tem como responsabilidade elaborar alguns programas educativos que tem por objetivo a aproximação do APESP com instituições educacionais e com toda a sociedade em geral. Algumas das atividades realizadas pelo conjunto são as oficinas pedagógicas direcionadas a professores e alunos de todos os graus de ensino e as exposições virtuais. O processo pedagógico é feito com professores da rede pública e privada, com propósito de aproximação dos envolvidos com artigos históricos da cidade de São Paulo.

## SP Sem Papel
No âmbito do Programa SP Sem Papel, o Arquivo Público do Estado de São Paulo e a Companhia de Processamento de Dados do Estado de São Paulo (PRODESP) realizaram testes, fizeram análise de requisitos, mapearam e modelaram documentos, além de elaborarem regras para parametrização e aprimoramento tecnológico do sistema SIGAdoc. A ideia do Programa é transicionar a Administração Estadual para a produção digital de documentos, em vez de produzí-los e tramitá-los em papel.

## ArquivoDigital.SP
Considerando a inclusão progressiva e segura da administração pública nas práticas digitais, o Arquivo Público do Estado criou o Programa ArquivoDigital.SP, composto por diversas ações que visam adotar políticas, técnicas e procedimentos de preservação e segurança digital capazes de controlar os riscos decorrentes da degradação do suporte, da obsolescência tecnológica, bem como garantir a integridade, autenticidade e disponibilidade dos documentos, dados e informações governamentais. Nesse sentido, está em construção um piloto de repositório arquivístico digital confiável (RDC-Arq) capaz de garantir a preservação de documentos de guarda intermediária longa e de guarda permanente.